# 乌鲁木齐市高级中学
43°46′28″N 87°37′04″E / 43.77452°N 87.61791°E
乌鲁木齐市高级中学是中國新疆维吾尔自治区乌鲁木齐市的一所公立高级中学（前称迪化市二女中、新疆省高级中学、乌鲁木齐市第六中学、乌鲁木齐市第十四中学），始建于1946年。现校址位于乌鲁木齐市天山区团结路446号。现任校长为王少东，副校长为乔振江、万明海。校训为“爱国、团结、和谐、奋进”。

## 历史沿革
乌鲁木齐市高级中学的前身可追溯至新疆省迪化市二女中，其成立于1946年。1954年9月，新疆省人民政府教育厅为集中教育资源，建立了新疆省高级中学，后改名为乌鲁木齐市高级中学，这是乌鲁木齐市第一所也是当时乌鲁木齐市唯一一所高级中学。1959年9月，自治区党委发布《关于在高等和中等学校中指定一批重点学校的决定》，确定了新疆维吾尔自治区首批重点中学，共27家，乌鲁木齐市高级中学也在其中。1963年，乌鲁木齐市高级中学一分为二，成为乌鲁木齐市第六中学（为高级中学）和乌鲁木齐市第十四中学（为初级中学），分别独立办学。1969年9月，前者更名为乌鲁木齐市第十四中学。1980年，两所中学的汉语系师生和民语系师生分别合并重组，两所学校分别改为汉语系完全中学和民语系完全中学。次年7月5日，自治区教育厅确立了28所“自治区首批办好的重点中学”，两所中学均在列；同时受到了国务院的表彰，被称为“西部名校”。2004年5月，为提高新疆少数民族教育质量、推进双语教学，两所中学又合并为乌鲁木齐市高级中学。乌鲁木齐市委、市政府称此举是要“打造新疆民汉合校的旗舰”。2012年获得了宏志班、珍珠班和圆梦班办学资格。

## 校园环境

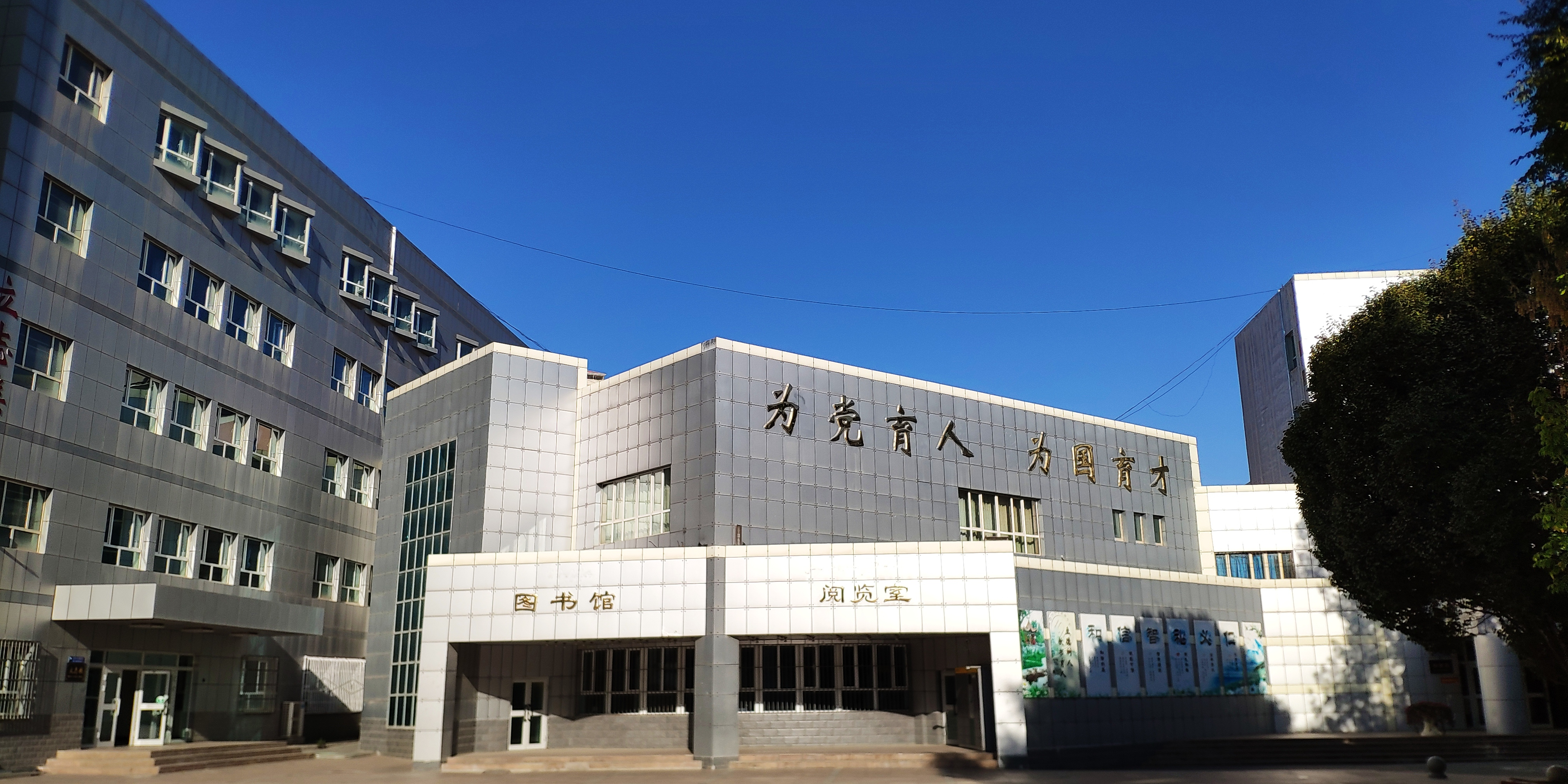
乌鲁木齐市高级中学图书馆

乌鲁木齐市高级中学占地面积为126亩，绿地面积达到20%。学校有高一、高二、高三年级分别三个教学楼。以及民汉两个学生食堂，一栋体艺楼，男女两栋学生宿舍楼。运动场地则有一个标准足球场和一个带有八百米赛道的田径场。同时，乌鲁木齐市高级中学拥有一个藏书近二十万册的校园图书馆，两个心理疏导室和一个心理宣泄室，两个数字化实验室，四个多功能机房以及两个地下运动场。

## 师资
乌鲁木齐市高级中学截止2018年，有在编教职工301人，其中一线教师有267人。职称方面，拥有特级教师4人，高级职称教师122人，学科带头人等三类教师67人。
荣誉方面，全国优秀教师1人，全国“五一”劳动奖章获得者1人，全国各族青年团结进步优秀个人1人，且拥有自治区级、市级优秀教育工作者、优秀教师和优秀班主任若干。

## 对口帮扶
乌鲁木齐市高级中学和喀什市第六中学为新疆维吾尔自治区教育厅指定的南北疆对口帮扶学校，并经常进行教学交流活动。

## 图集

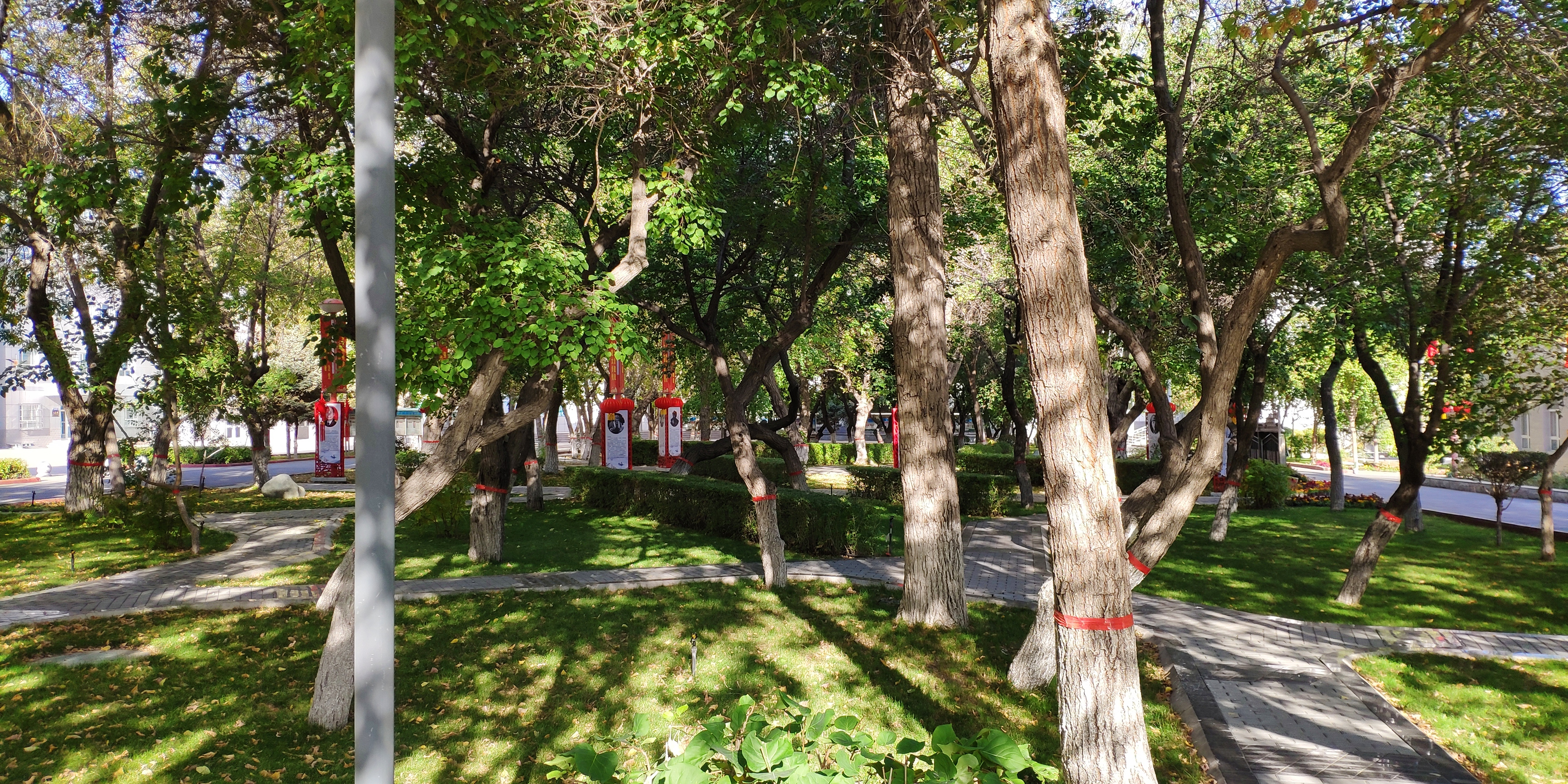
乌鲁木齐市高级中学的杏林。
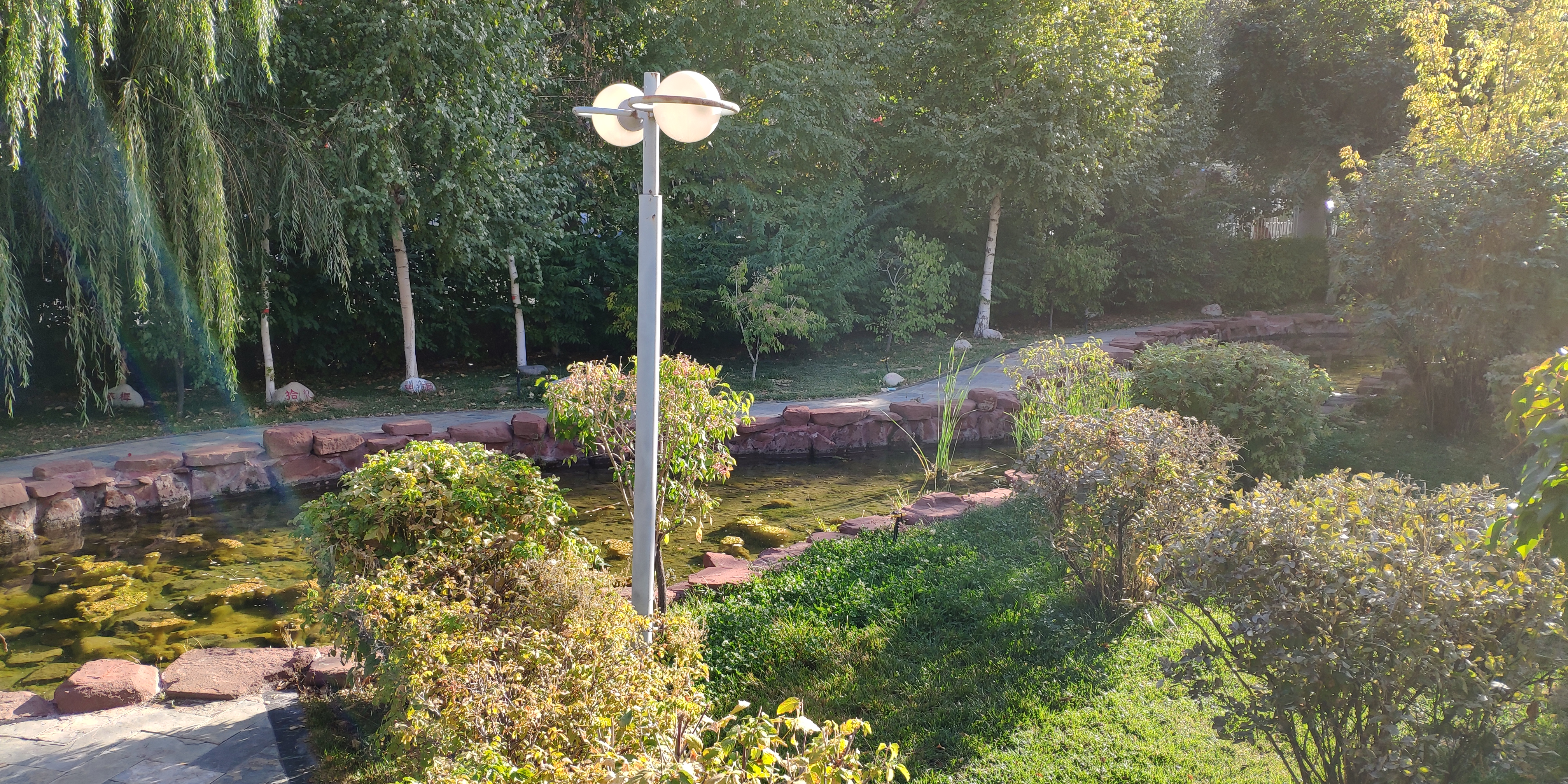
乌鲁木齐市高级中学的风景。
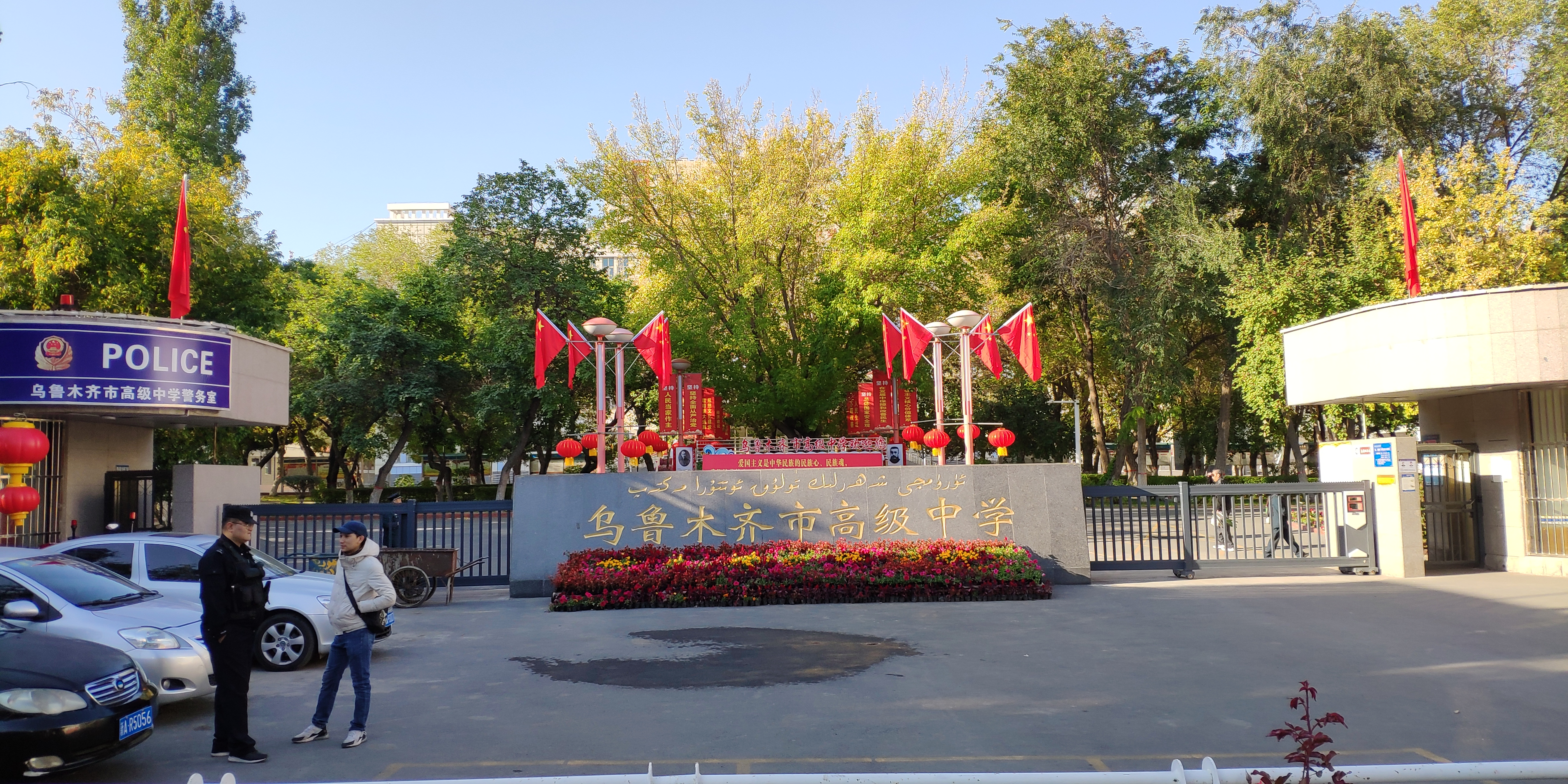
乌鲁木齐市高级中学。
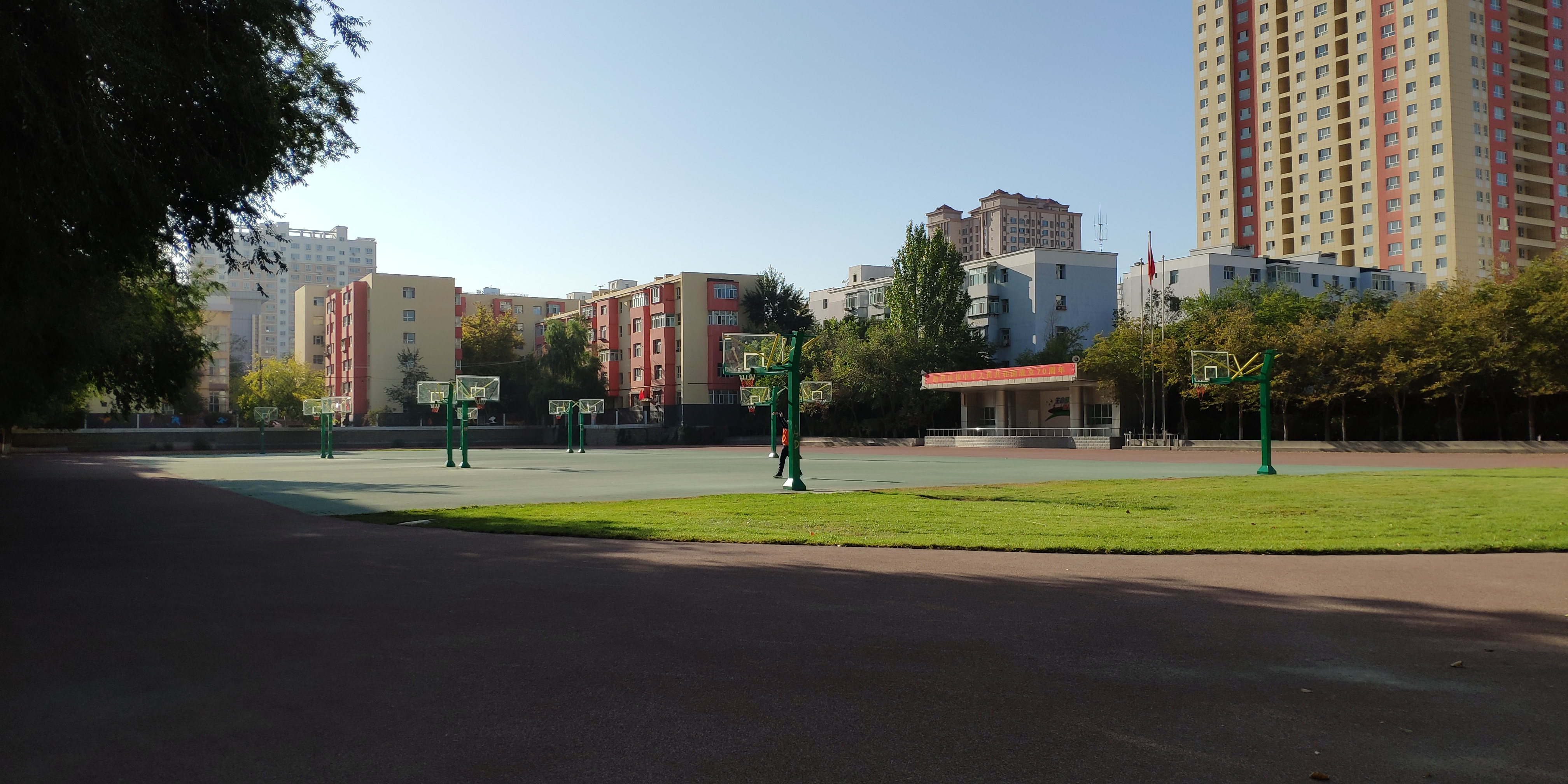
乌鲁木齐市高级中学的田径篮球场。
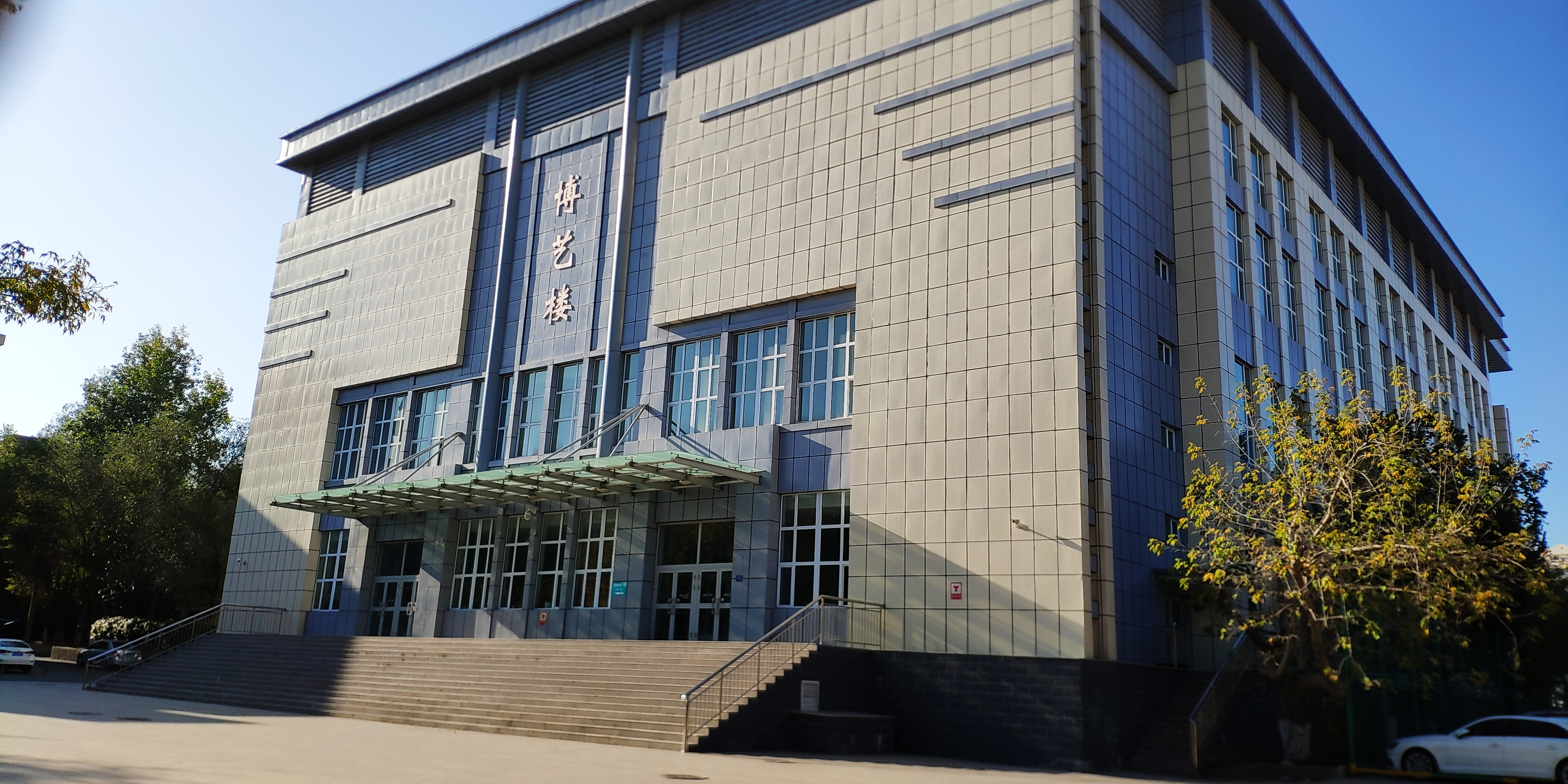
乌鲁木齐市高级中学的体艺楼（门上的博艺楼是错误的）。
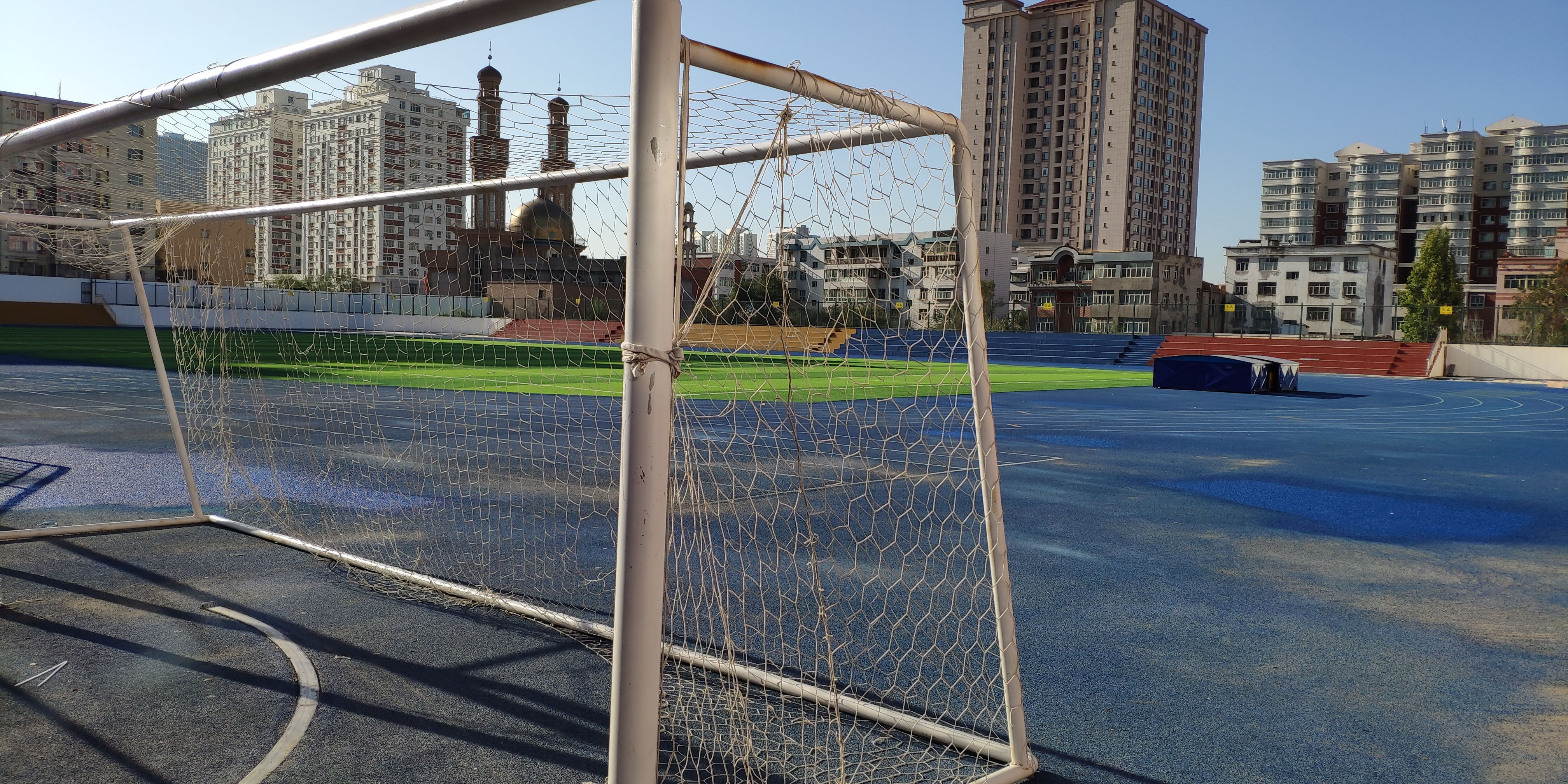
乌鲁木齐市高级中学的足球场。
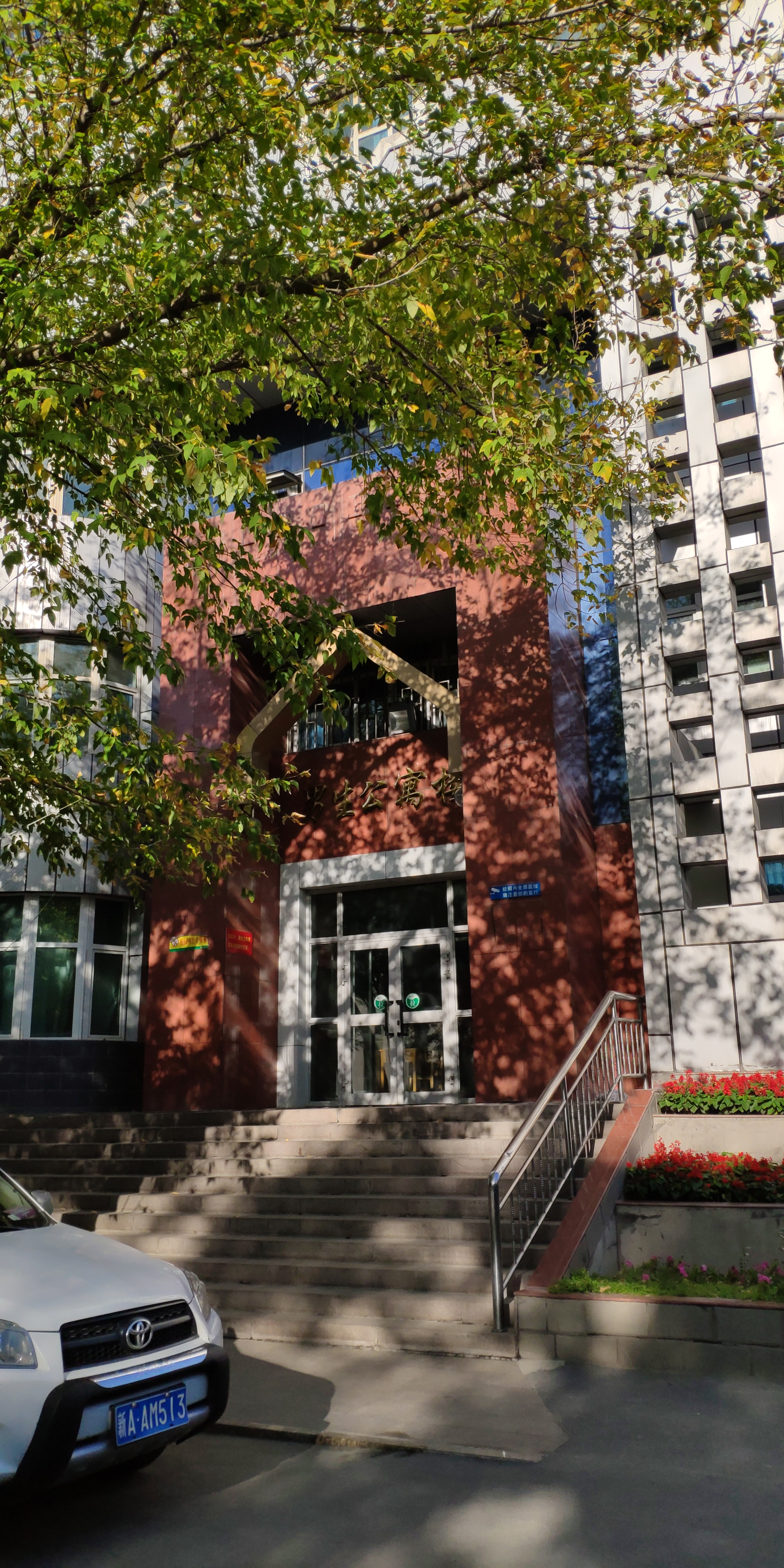
乌鲁木齐市高级中学的男生公寓。
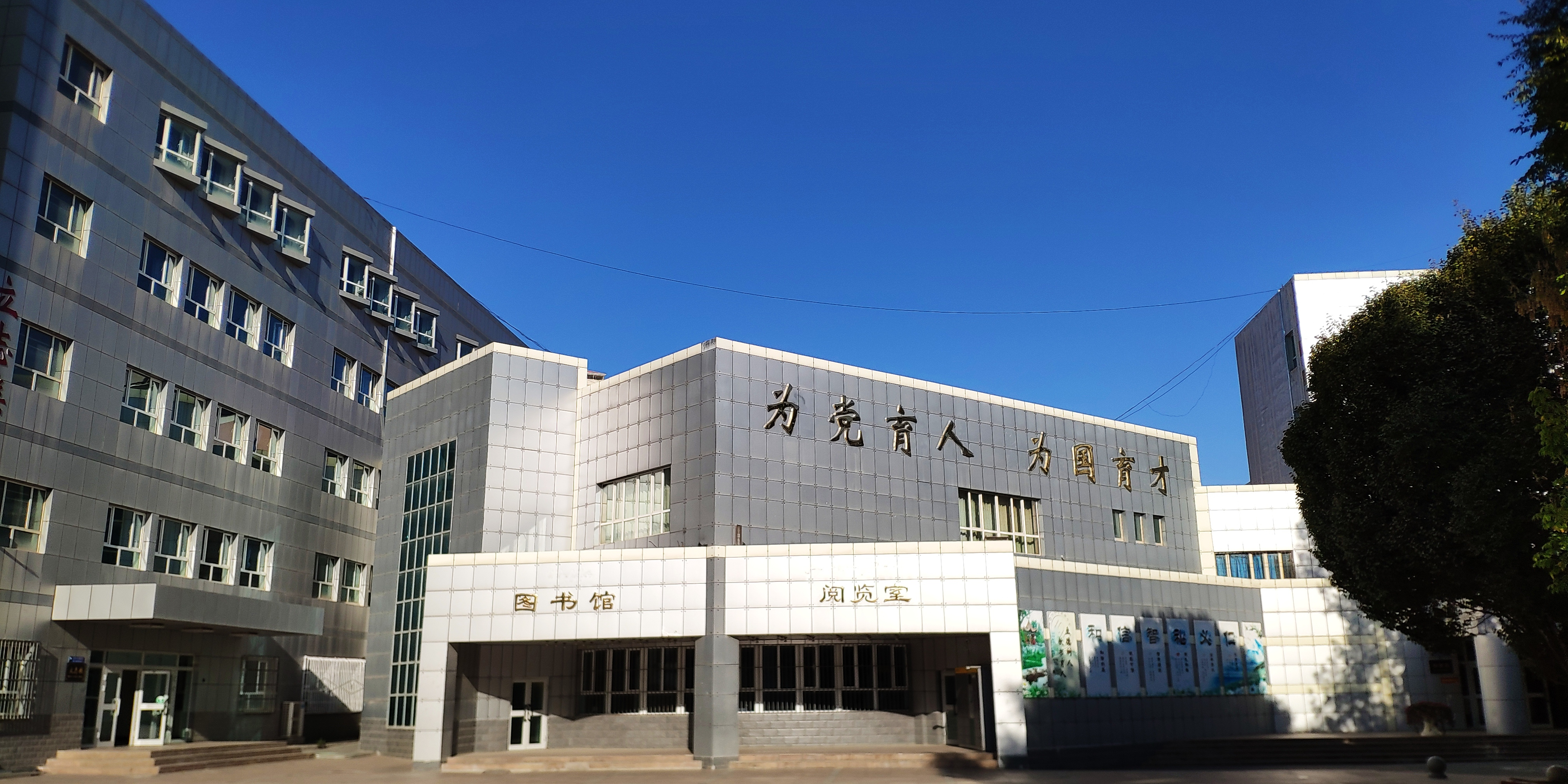
乌鲁木齐市高级中学的图书馆。
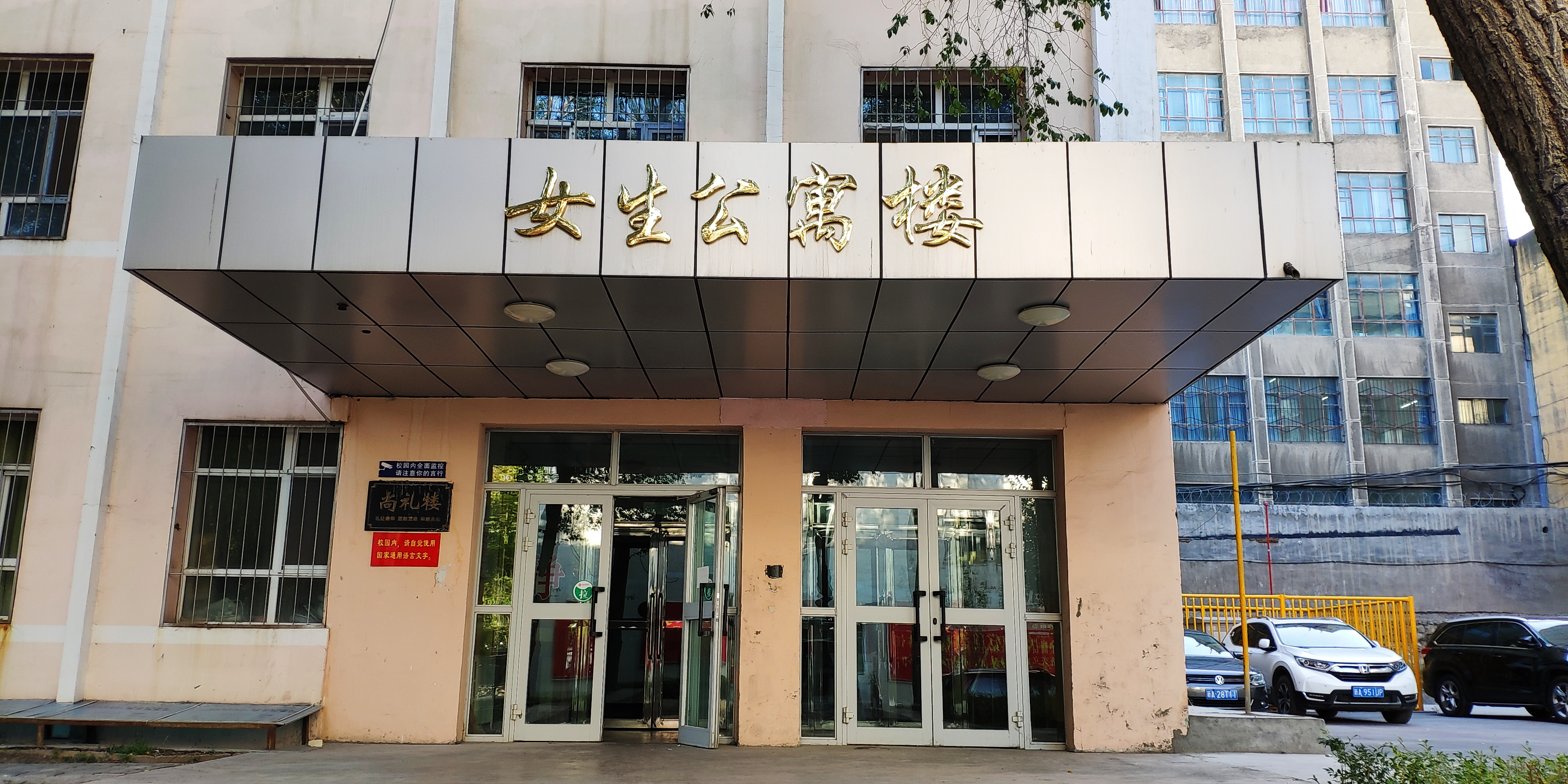
乌鲁木齐市高级中学的女生公寓。
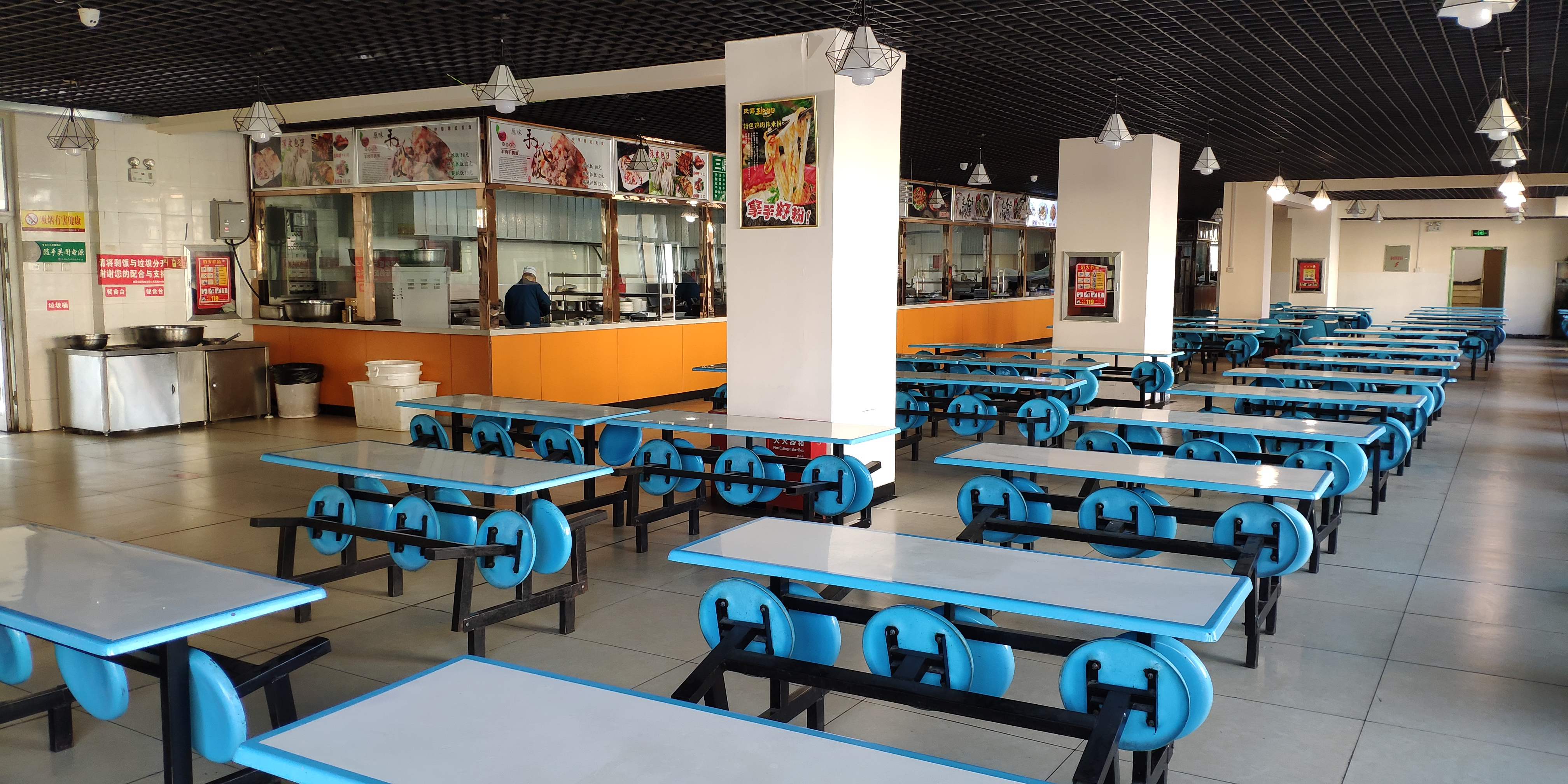
乌鲁木齐市高级中学的食堂。